# Johann Sahulka

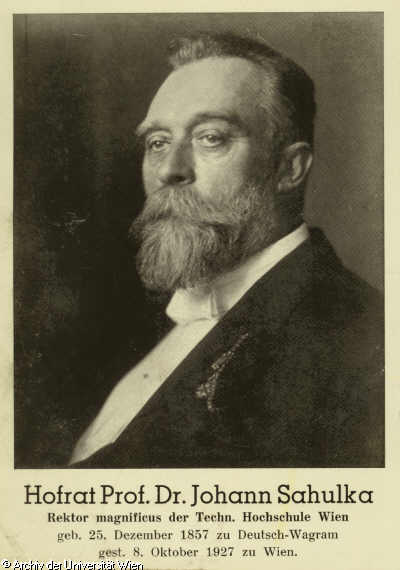
Johann Sahulka

Johann Sahulka (* 25. Dezember 1857 in Deutsch-Wagram; † 8. Oktober 1927 in Wien) war ein österreichischer Elektrotechniker.

## Leben
Sahulka war der Sohn eines Bahnwärters und studierte an der Universität Wien Physik und Mathematik. Er legte 1881 seine Lehramtsprüfung und 1882 sein Doktorat ab und unterrichtete anschließend von 1884 bis 1888 an der Währinger Realschule und 1888/1889 am Theresianum. Seine Habilitation an der Technischen Hochschule Wien erfolgte 1892. Er war dort am Elektrotechnischen Institut Konstrukteur. 1894 bis 1898 war Sahulka in der Österreichischen Normaleichungskommission beschäftigt. 1899 wurde er technischer Rat im Patentamt. An der Technischen Hochschule war er ab 1903 ordentlicher Professor für Elektrotechnik. 1909/10 und 1910/11 war er Dekan, 1913/14 Rektor. 1915 erhielt er den Titel Hofrat. Johann Sahulka erlitt 1921 durch einen Schlaganfall starke Einschränkungen in seiner Sehkraft und trat 1922 in den Ruhestand. Er wurde am Wiener Zentralfriedhof bestattet.
Er wurde mit dem Orden der Eisernen Krone ausgezeichnet. Im Jahr 1932 benannte man die Sahulkastraße in Wien-Favoriten nach ihm.

## Bedeutung
Johann Sahulka machte zahlreiche richtungweisende Arbeiten über elektrische Maschinen, sowie über die Maß-, Nachrichten- und Lichttechnik. Er entdeckte 1894 die Gleichrichterwirkung des Quecksilberdampflichtbogens, die in den Quecksilberdampfgleichrichtern angewandt wird.